# Parc de Bécon
Der Parc de Bécon ist eine städtische Grünanlage in der französischen Stadt Courbevoie, einem Vorort von Paris. Der 3,25 Hektar große Park liegt an der Seine und gehörte ursprünglich zum heute nicht mehr bestehenden Landsitz Château de Bécon.

## Lage

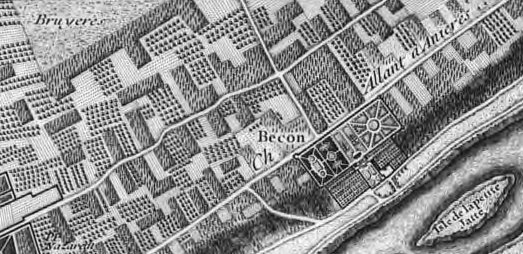
Ansicht des Schlosspark von Bécon auf einem Plan von 1733

Der Parc de Bécon liegt entlang der Seine auf zwei Ebenen. Der untere Teil wird südöstlich durch die Straße Quai du Maréchal Joffre vom Fluss getrennt, in dem sich an dieser Stelle die Île de la Jatte befindet. An den oberen Parkteil grenzt nordwestlich der Boulevard Saint-Denis. An der östlichen Parkseite verläuft die Passage du Pourquoi Pai mit Zugang zum Kunstmuseum Musée Roybet Fould, zur École maternelle Théophile Gauthier, der Bibliothèque Charcot und dem Kino Cinéma Abel Gance. Auf der westlichen Parkseite grenzt die Stadtgärtnerei sowie die Villa Pavillon des Indes an die Grünanlage.

## Beschreibung
Der Name Bécon bezeichnete eine zunächst eigenständige Siedlung, die heute ein Ortsteil der Stadt Courbevoie ist. Der Parc de Bécon umgab ursprünglich das Schloss von Bécon. Der letzte Schlossbau war der Wohnsitz des Bildhauers Jean-Baptiste Carpeaux. Während des Deutsch-Französischen Krieges 1870–71 wurde das Schloss beschädigt. Danach erwarb der rumänische Fürst George Barbu Știrbei das Schloss und den umgebenden Park. Er bewohnte das Schloss und ließ im Park die Marmorskulptur Les Amours des Anges des italienischen Bildhauers Giulio Bergonzoli aufstellen, die zuvor auf der Weltausstellung 1867 in Paris zu sehen war. Sie befindet sich heute im Musée Roybet Fould am Rande des Parc de Bécon. Das Museumsgebäude war ursprünglich der Pavillon der Länder Norwegen und Schweden auf der Weltausstellung 1878 in Paris. Fürst Știrbei kaufte den Pavillon nach der Weltausstellung und ließ ihn im Parc de Bécon als Wohnung und Atelier für seine Stieftochter, die Malerin Consuelo Fould, errichten. Ebenfalls von der Weltausstellung 1878 stammen Teile der Villa Pavillon des Indes, die an den Parc de Bécon angrenzt. Die Villa wurde unter Verwendung von Elementen des Pavillon für Britisch-Indien als Wohnhaus und Atelier für die zweite Stieftochter des Fürsten Știrbei, die Malerin Georges Achille-Fould, erbaut.
1940 erwarb die Stadt Courbevoie das Schloss und den Parc de Bécon. Das Schloss wurde bei Luftangriffen im Zweiten Weltkrieg beschädigt und 1957 abgetragen. Erhalten blieb die Terrasse mit der Freitreppe und den Kellerräumen des Schlosses. An der Südwand der Terrasse befand sich mehrere Jahrzehnte eine Gedenktafel für Generalmajor Leclerc mit einem Reliefporträt. 2018 wurde diese Gedenkstätte vor das alte Rathaus (Square de l’Hôtel-de-Ville) verlegt. Vor der Terrasse gibt es im unteren Bereich des Parks ein ehemaliges Brunnenbassin, das heute als Blumenbeet dient. Diese formal gestaltete rechtwinklige Anlage gehört zu einer Achse, die in geometrisch angelegten Rasenflächen mit Blumenbeeten im oberen Bereich des Parks ihre Fortsetzung findet und an den früheren Schlosspark erinnert. Darüber hinaus gibt es Bereiche mit dichtem Baumbestand, Kinderspielplätze, ein Café, ein Kinderkarussell, mehrere Tennisplätze und andere Sporteinrichtungen, eine Freilichtbühne und einen 900 m² kleinen Weinberg, von dem jährlich 800 Flaschen Wein geerntet werden. Am Rande des Parks wurde ein Teil der 1962 abgerissenen Fassade der Caserne Charras aufgestellt. Das unter Denkmalschutz stehende Portal mit dem Schmuckgiebel des Hauptgebäudes der Kaserne steht seit 1968 im Parc de Bécon und verdeckt dahinterliegende Neubauten.

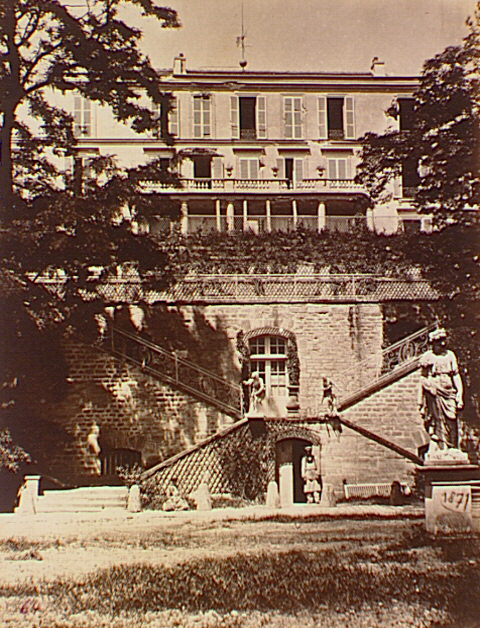
Schloss und Terrasse von Bécon, Fotografie von 1870
Portal der ehemaligen Caserne Charras
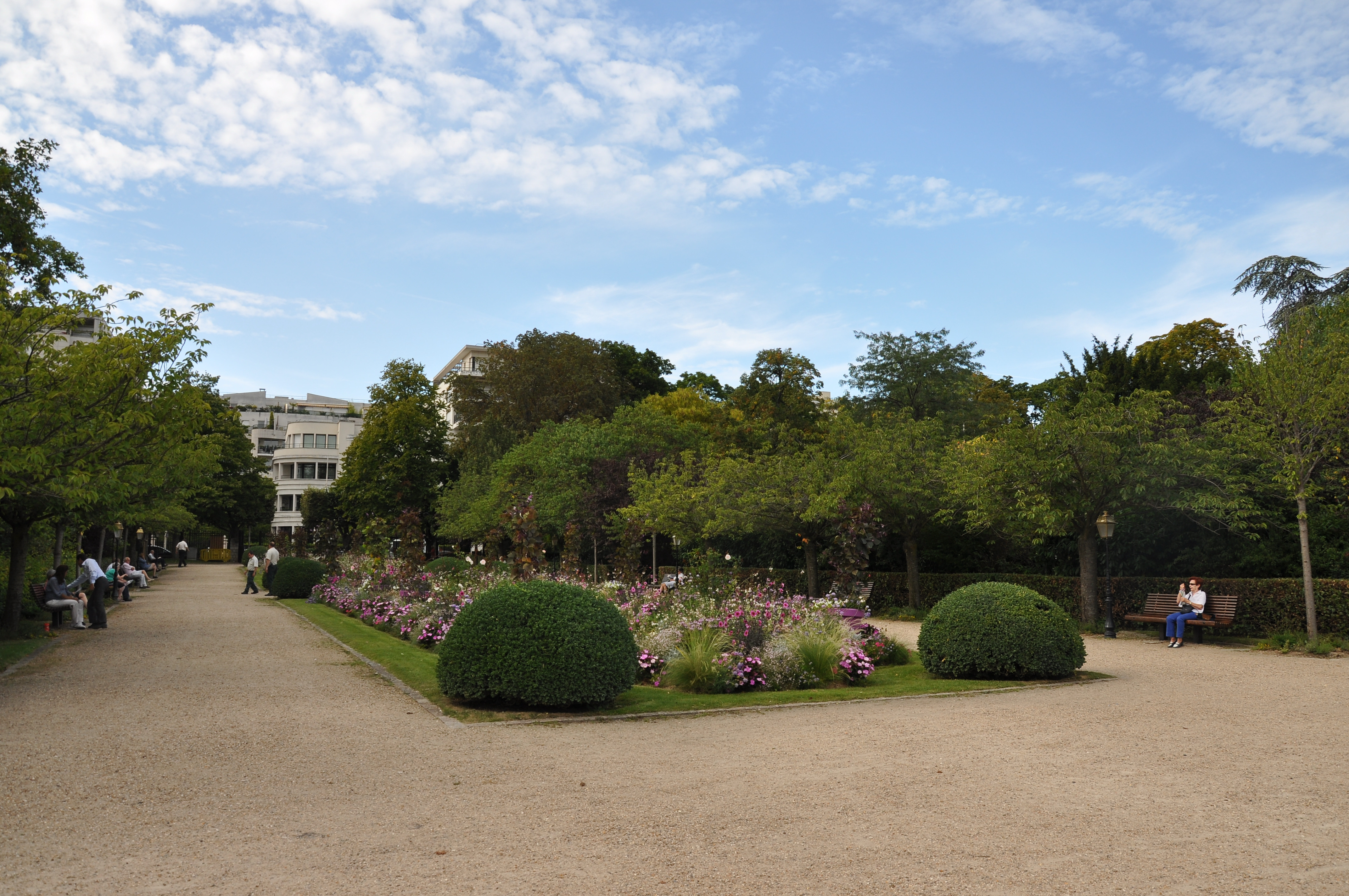
Formale Blumenbeete im oberen Parkteil
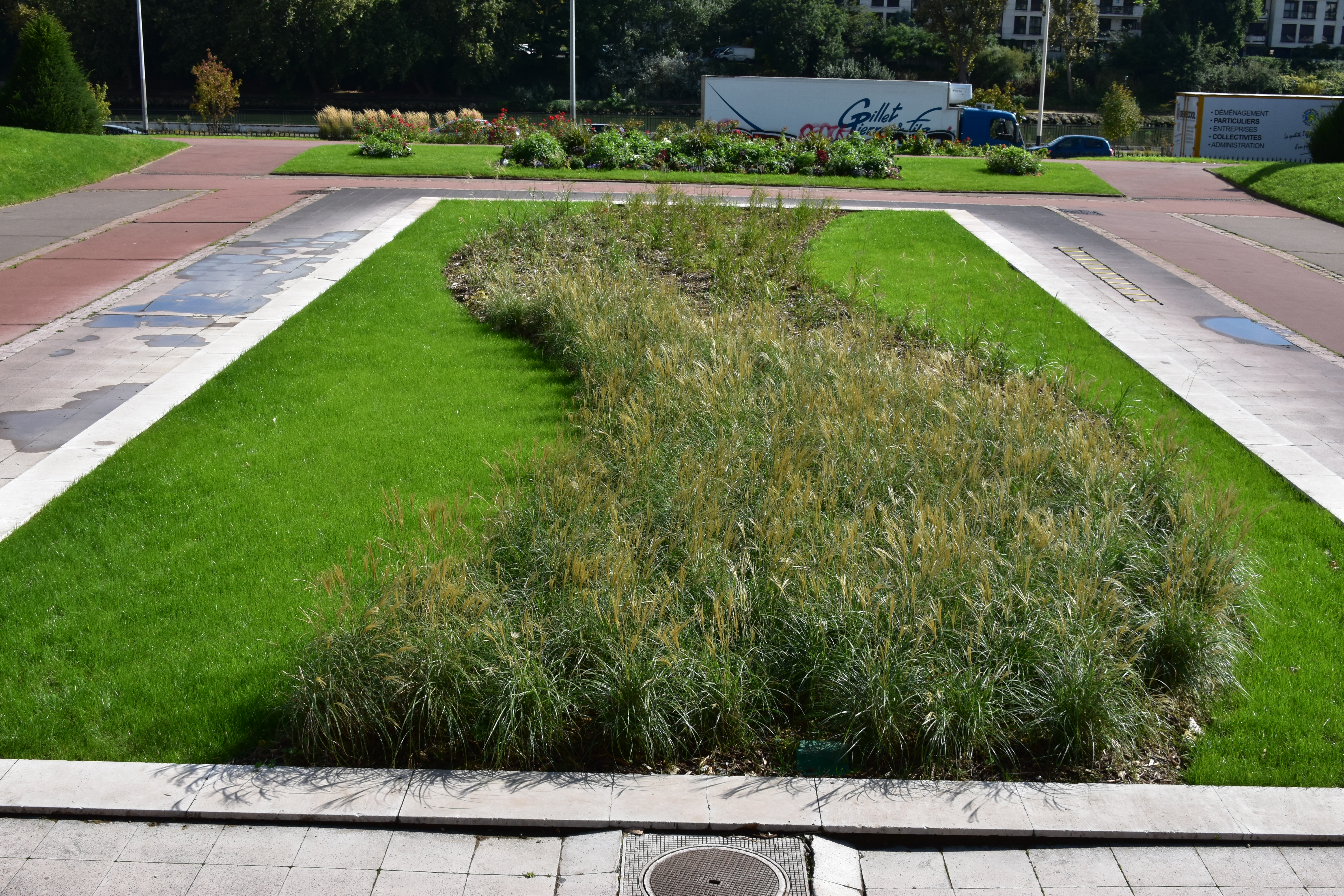
Ehemaliger Brunnen vor der Treppenanlage
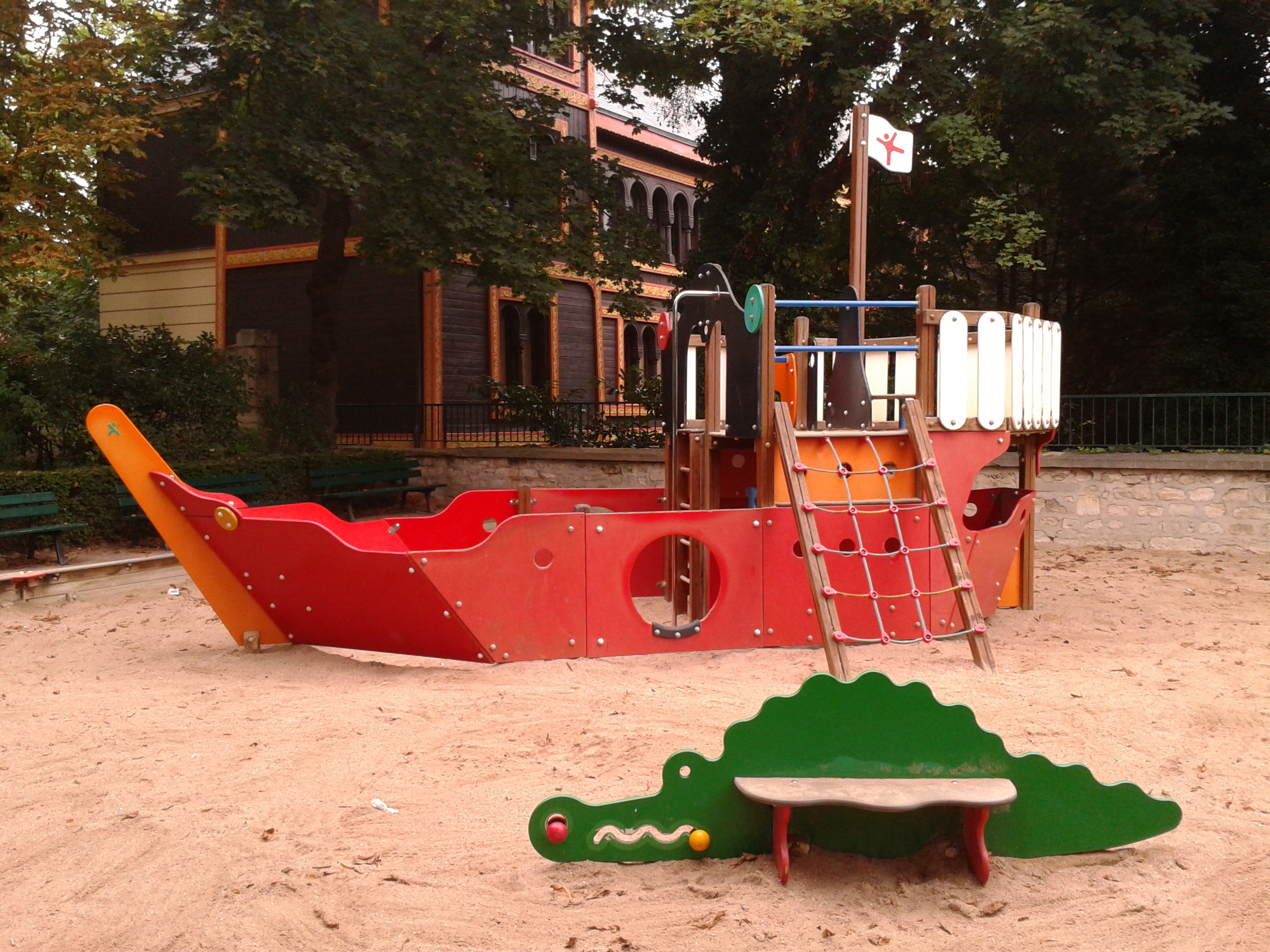
Kinderspielplatz im Park, im Hintergrund das Musée Roybet Fould